# 호소이가와 정류장
호소이가와 정류장(일본어: 細井川停留場, ほそいがわていりゅうじょう)은 일본 오사카부 오사카시 스미요시구에 있는 한카이 전기 궤도의 정류장이다. 역 번호는 HN13이다.
근처에 흐르는 하천은 호소이 강이라 불리는데, 정식 명칭은 "호소에 강"에서 고대는 "스미요시노호소에"로 불렸던 포구이며, 스미요시 나루가 있었다. 동화의 "난쟁이"가 도성으로 떠난 것도 "호소에 강"이었다고 한다.

## 역사
- 1911년 12월 1일: 한카이 전기 궤도(초대)역으로서 개업.
- 1915년 6월 21일: 회사 합병으로 난카이 철도의 역이 됨.
- 1944년 6월 1일: 회사 합병으로 긴키 닛폰 철도의 역이 됨.
- 1947년 6월 1일: 노선 양도로 인하여 난카이 전기철도의 역이 됨.
- 1953년: 근래에 폐지역이 된 것이 "스미요시 구사"에 기재됨.
- 1955년 3월 30일: 재개업.
- 1980년 12월 1일: 노선 양도로 인하여 한카이 전기 궤도의 정거장이 됨.

## 정류장 구조
상대식 승강장 2면 2선의 구조이다. 플랫폼은 상하행선이 모두 호소이 강 남안에 위치한다. 플랫폼 장치장은 상행 플랫폼에만 있고, 하행 플랫폼에는 없다.

## 역 주변
- 스미요시 세무서
- 스미요시 행궁 흔적
- 스미요시 공원 체육관
- 아사자와샤

## 사진

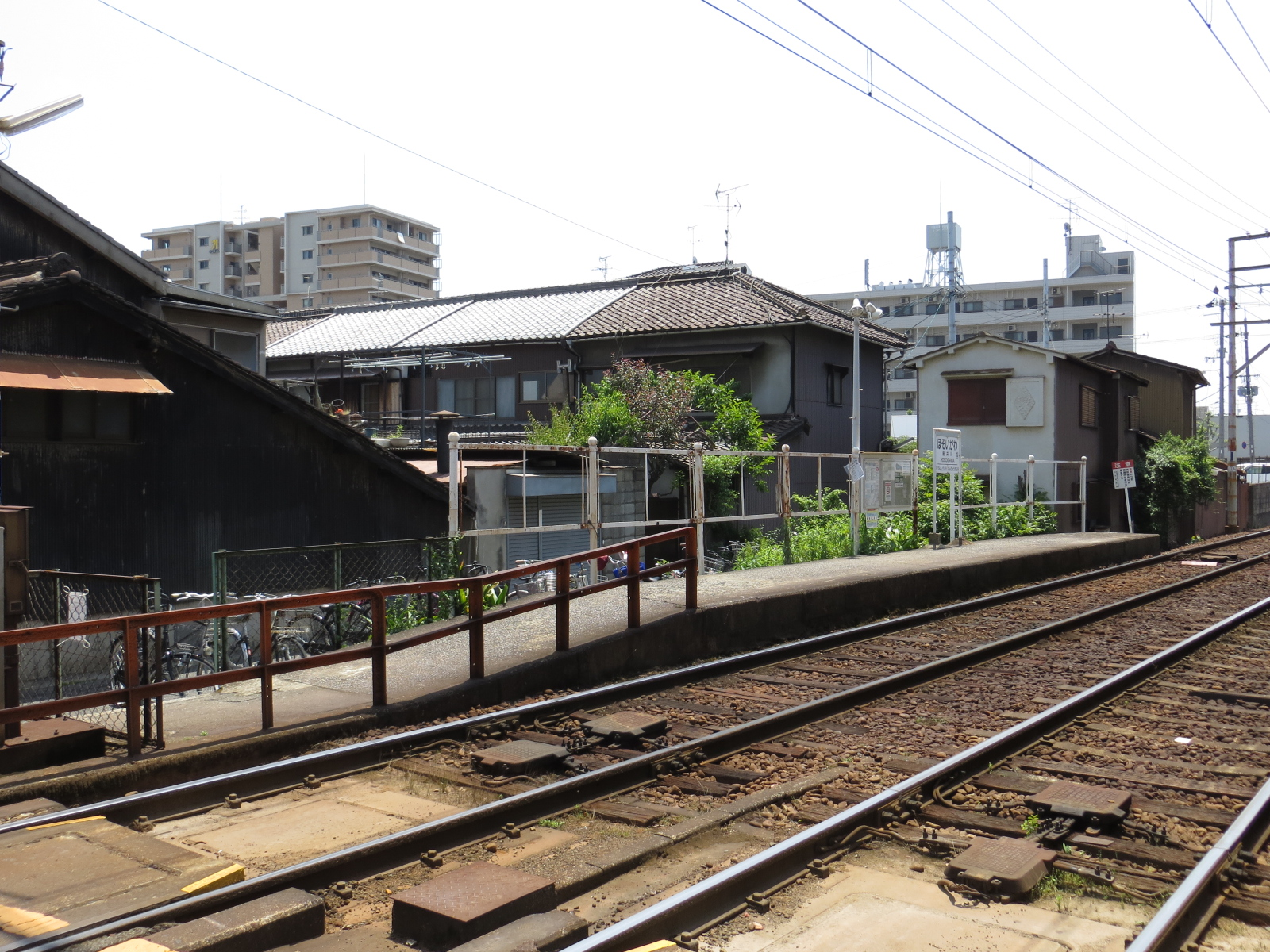
하마데라에키마에 방향 플랫폼
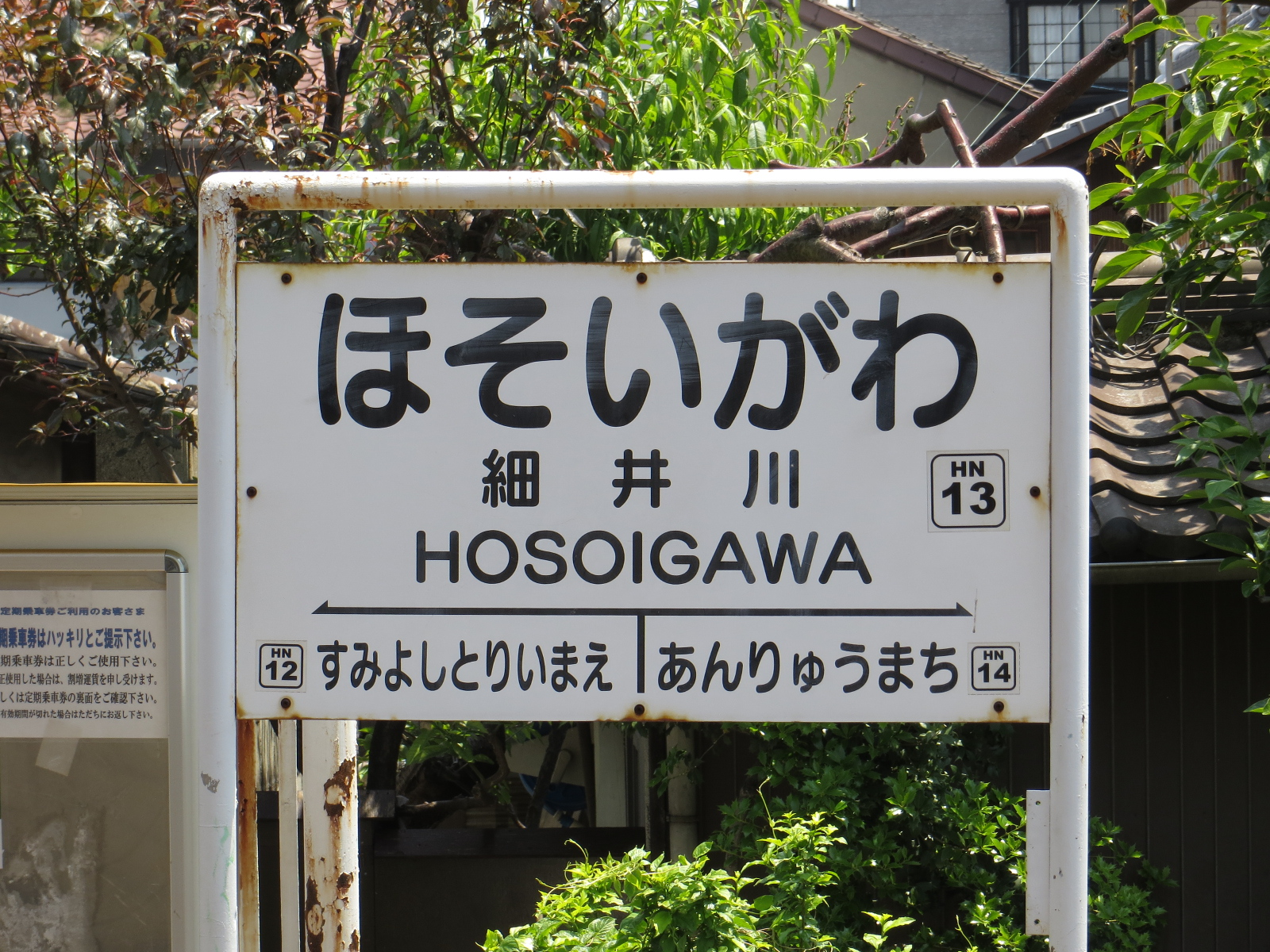
역명판

## 인접역
| 한카이 전기 궤도 ■ 한카이 선          | 한카이 전기 궤도 ■ 한카이 선 | 한카이 전기 궤도 ■ 한카이 선        |
| ------------------------------------- | ---------------------------- | ----------------------------------- |
| HN12 스미요시토리이마에 에비스초 방면 |                              | 안류마치 HN14 하마데라에키마에 방면 |